# Indywidualne Mistrzostwa Świata w Ice Speedwayu 1973
Indywidualne Mistrzostwa Świata w ice speedwayu 1973 – cykl zawodów motocyklowych na lodzie, mający na celu wyłonienie medalistów indywidualnych mistrzostw świata w sezonie 1973. Tytuł wywalczył Gabdrachman Kadyrow ze Związku Radzieckiego.

## Historia i zasady
Dwudniowy finał który odbył się w zachodnioniemieckim Inzell poprzedziła runda kwalifikacyjna w holenderskim  Assen oraz półfinały rozegrane we Francji i Związku Radzieckim
Runda kwalifikacyjna w Assen (10 - 11 lutego)
W zawodach rozegranych na sztucznie mrożonym torze łyżwiarskim IJsstadion Drenthe najlepszym okazał się reprezentant ZSRR Anatolij Suchow z wynikiem 26 punktów. Za nim z 25 punktami zawody ukończył Zdenek Kudrna z Czechosłowacji i z 24 punktami Aleksandr Iwczenko ze Związku Radzieckiego.
Półfinał w Ufie (17 - 18 lutego)
Całe podium zawodów zajęli reprezentanci Związku Radzieckiego, wygrał Władimir Cybrow, przed Borisem Samorodowem i Władimirem Czapało.
Półfinał w Grenoble (24 - 25 lutego)
Całe podium zawodów zajęli reprezentanci Związku Radzieckiego, wygrał Gabdrachman Kadyrow, przed Aleksandrem Iwczenką i Anatolijem Suchowem.
Finał (10 - 11 marca)
Zawody na Eisstadion przyciągnęły na trybuny 25 000 widzów. Kluczowym dla rozstrzygnięcia tytułu mistrzowskiego był bieg w trzeciej serii drugiego dnia zawodów w którym mierzyli Gabdrachman Kadyrow i Boris Samorodow, jedyny w którym Kadyrow strcił punkt na rzecz rywala, na skutek obaj zawodnicy mieli na koncie po 23 punkty. W ostatniej serii startów Samorodow upadł otwierając drogę Kadyrowowi do szóstego tytułu mistrzowskiego.
Brązowy medal podobnie jak przed rokiem wywalczył Władimir Paznikow.

## Zawodnicy
Obsada mistrzostw została ustalona na podstawie półfinałów rozegranych w Ufie i Grenoble. Z każdego półfinału awansowało po 7 zawodników, jednak nie więcej niż 3 z jednego państwa. Kontuzjowanych zawodników radzieckich Cybrowa i Iwczenkę zastąpili Per-Lennart Eriksson i Władimir Paznikow.

### Zakwalifikowani zawodnicy
| Władimir Cybrow – zwycięzca półfinału w Ufie Boris Samorodow – 2. miejsce w półfinale w Ufie Władimir Czapało – 3. miejsce w półfinale w Ufie Milan Špinka – 5. miejsce w półfinale w Ufie Vaclav Verner – 6. miejsce w półfinale w Ufie Hans Johansson – 7. miejsce w półfinale w Ufie Otto Barth – 8. miejsce w półfinale w Ufie Per-Lennart Eriksson – 9. miejsce w półfinale w Ufie Hans Siegl – dzika karta organizatora Christoph Betzl – dzika karta organizatora | Gabdrachman Kadyrow – zwycięzca półfinału w Grenoble Aleksandr Iwczenko – 2. miejsce w półfinale w Grenoble Anatolij Suchow – 3. miejsce w półfinale w Grenoble Jan Verner – 4. miejsce w półfinale w Grenoble Antonín Šváb – 5. miejsce w półfinale w Grenoble Władimir Paznikow – 6. miejsce w półfinale w Grenoble Sven Sigurd – 8. miejsce w półfinale w Grenoble Bo Kindgren – 9. miejsce w półfinale w Grenoble |

## Terminarz
| Etap                 | Data           | Stadion             | Miasto   | Zwycięzca           |
| -------------------- | -------------- | ------------------- | -------- | ------------------- |
| Runda kwalifikacyjna | 10 - 11 lutego | Ijsstadion Drenthe  | Assen    | Anatolij Suchow     |
| Półfinał             | 17 - 18 lutego | Stroitiel           | Ufa      | Władimir Cybrow     |
| Półfinał             | 24 - 25 lutego | L'Anneau de Vitesse | Grenoble | Gabdrachman Kadyrow |
| Finał                | 10 - 11 marca  | Eisstadion          | Inzell   | Gabdrachman Kadyrow |

## Klasyfikacja końcowa
| Poz  | Zawodnik             | 1  | 2  | Punkty |
| ---- | -------------------- | -- | -- | ------ |
| 1    | Gabdrachman Kadyrow  | 15 | 14 | 29     |
| 2    | Boris Samorodow      | 14 | 11 | 25     |
| 3    | Władimir Paznikow    | 13 | 11 | 24     |
| 4    | Hans Johansson       | 9  | 14 | 23     |
| 5    | Władimir Czapało     | 11 | 10 | 21     |
| 6    | Milan Špinka         | 11 | 10 | 21     |
| 7    | Anatolij Suchow      | 10 | 9  | 19     |
| 8    | Otto Barth           | 9  | 7  | 16     |
| 9    | Hans Siegl           | 6  | 8  | 14     |
| 10   | Antonín Šváb         | 6  | 8  | 14     |
| 11   | Jan Verner           | 5  | 6  | 11     |
| 12   | Per-Lennart Eriksson | 3  | 4  | 7      |
| 13   | Sven Sigurd          | 2  | 4  | 6      |
| 14   | Bo Kindgren          | 3  | 1  | 4      |
| 15   | Christoph Betzl      | 1  | 2  | 3      |
| 16   | Václav Verner        | 2  | 1  | 3      |
| Rez. | Alex Jakob           |    |    | ns     |
| Rez. | Helmut Reiter        |    |    | ns     |